# 平井数馬
平井 数馬（ひらい かずま、1878年7月26日 - 1896年1月1日）は、日本の台湾統治初期における教育者で、台湾での近代教育の先駆者の一人。熊本県出身。台湾での活動は短期間に終わったが、その間に台湾の教育制度の基礎を築く重要な役割を果たした。

## 生涯
現在の宇城市に生まれる。
済々黌を卒業。16歳で高等文官試験に合格し、1895年に台湾総督府の通訳官として台湾に赴任した。中国語に堪能だったとされる。
1895年の日本による台湾領有開始とともに、平井は台湾での教育事業に従事。台湾総督府民政局学務部において、台湾人への日本語教育と日本人への台湾土着言語学習の必要性を提唱し、相互理解と混和を目指す教育政策に携わった。伊沢修二らとともに、台湾人と日本人の間での文化的、言語的橋渡しの役割を担い、台湾近代教育の礎を築いた。
台湾での教育活動開始から数か月後、平井は芝山巌事件で命を落とす。1896年元日、反乱勢力の襲撃により、彼を含む6人の教育官僚が殉職した。
平井の碑は熊本市黒髪の小峰墓地にある。

## 没後
芝山巌事件は台湾及び日本において大きく報じられ、平井を含む6人は「六士先生」として尊敬を集めることになった。平井の死は、教育に命を捧げた聖職者として、後世に美談として語り継がれた。
平井が関わった『軍隊憲兵用台湾語』や『台湾語』などの書籍は、台湾における日本語教育と土着言語研究の貴重な資料となっている。彼の研究と努力は、台湾語のかな表記法の基礎を築き、日本と台湾の言語的架け橋となった。
平井の事跡は熊本県と台湾の間で深い絆を作り出し、その精神は今も両地域に影響を与え続けている。彼の生涯は、教育を通じた文化交流と相互理解の重要性を示す歴史的事例として、記憶されている。
台湾の総統を務めた李登輝は、退任後の2009年に平井の墓所を訪問した。

## 関連文献
中田敏夫の研究や、和鳴会編・篠原正巳著の『芝山巌事件の真相』、柯徳三著の『母国は日本、祖国は台湾』などが挙げられる。これらの文献は平井数馬の活動とその影響について深く掘り下げており、台湾統治初期における日本の教育政策とその背景を理解する上で貴重な資料となっている。